# کریستف ارلیش
کریستف ارلیش (انگلیسی: Christoph Ehlich؛ زادهٔ ۲ فوریهٔ ۱۹۹۹) بازیکن فوتبال اهل آلمان است.